# Rally Liepāja de 2017
El Rally Liepāja de 2017, oficialmente 5. Rally Liepāja, fue la quinta edición y la octava y última ronda de la temporada 2017 del Campeonato de Europa de Rally. Se celebró del 6 al 8 de octubre y contó con un itinerario de trece tramos sobre tierra que sumaban un total de 157,28 km cronometrados.
El ganador de la prueba fue el ruso Nikolay Gryazin que logró su primera victoria en el campeonato y en la temporada. Fue acompañado en el podio por el finés, Kalle Rovanperä y por el polaco Lukasz Habaj.
A pesar de haber abandonado la prueba por motivos personales, el polaco Kajetan Kajetanowicz defendió con éxito su título por segunda ocasión consecutiva, convirtiéndose en el tercer tricampeón europeo y en el primero en ganar tres títulos de forma consecutiva.
En este rally se rompieron varios récords a nivel europeo: con 20 años, 0 meses y 1 día, Nikolay Gryazin se convirtió en el ganador más joven en la historia del campeonato. Mientras que Kalle Rovanperä por su parte se convirtió en el piloto más joven en subir al podio, en ganar un tramo y en anotar puntos, todo ello con 17 años, 0 meses y 7 días.  

## Itinerario
| Día                     | Tramo | Nombre                                       | Distancia | Ganador de la etapa  | Automóvil       | Tiempo  | Líder de la general |
| ----------------------- | ----- | -------------------------------------------- | --------- | -------------------- | --------------- | ------- | ------------------- |
| Día 1 (7 de octubre)    | SS1   | Optibet 1 (Kazdanga)                         | 11.49 km  | Nikolay Gryazin      | Škoda Fabia R5  | 5:36.2  | Nikolay Gryazin     |
| Día 1 (7 de octubre)    | SS2   | LDZ Cargo 1 (Laidi)                          | 14.90 km  | Alexey Lukyanuk      | Ford Fiesta R5  | 6:53.5  | Alexey Lukyanuk     |
| Día 1 (7 de octubre)    | SS3   | Ramirent                                     | 14.49 km  | Alexey Lukyanuk      | Ford Fiesta R5  | 6:47.2  | Alexey Lukyanuk     |
| Día 1 (7 de octubre)    | SS4   | Optibet 2 (Kazdanga)                         | 11.49 km  | Nikolay Gryazin      | Škoda Fabia R5  | 5:35.0  | Alexey Lukyanuk     |
| Día 1 (7 de octubre)    | SS5   | LDZ Cargo 2 (Laidi)                          | 13.50 km  | Nikolay Gryazin      | Škoda Fabia R5  | 6:21.8  | Nikolay Gryazin     |
| Día 1 (7 de octubre)    | SS6   | Liepāja City Stage 1                         | 1.69 km   | Nikolay Gryazin      | Škoda Fabia R5  | 1:28.3  | Nikolay Gryazin     |
| Día 1 (7 de octubre)    | SS7   | Liepāja City Stage 2                         | 1.69 km   | Pepe López           | Peugeot 208 T16 | 1:28.7  | Nikolay Gryazin     |
| Día 2 (8 de octubre)    | SS8   | Castrol EDGE Supercar 1 (Priekule)           | 21.59 km  | Kalle Rovanperä      | Ford Fiesta R5  | 11:29.5 | Nikolay Gryazin     |
| Día 2 (8 de octubre)    | SS9   | Canon Biznesa Centrs-IB serviss 1 (Podnieki) | 6.44 km   | Kalle Rovanperä      | Ford Fiesta R5  | 3:04.6  | Nikolay Gryazin     |
| Día 2 (8 de octubre)    | SS10  | Neste 1 (Vecpils)                            | 15.07 km  | Nikolay Gryazin      | Škoda Fabia R5  | 6:56.8  | Nikolay Gryazin     |
| Día 2 (8 de octubre)    | SS11  | Castrol EDGE Supercar 2 (Priekule)           | 18.53 km  | Kajetan Kajetanowicz | Ford Fiesta R5  | 9:59.6  | Nikolay Gryazin     |
| Día 2 (8 de octubre)    | SS12  | Canon Biznesa Centrs-IB serviss 2 (Podnieki) | 11.33 km  | Nikolay Gryazin      | Škoda Fabia R5  | 6:21.7  | Nikolay Gryazin     |
| Día 2 (8 de octubre)    | SS13  | Neste 2 (Vecpils)                            | 15.07 km  | Kalle Rovanperä      | Ford Fiesta R5  | 7:00.9  | Nikolay Gryazin     |
| Fuente:ewrc-results.com |       |                                              |           |                      |                 |         |                     |

## Clasificación final
| Pos.                     | Piloto                   | Copiloto             | Automóvil                | Equipo                     | Tiempo    | Puntos |
| ------------------------ | ------------------------ | -------------------- | ------------------------ | -------------------------- | --------- | ------ |
| 1                        | Nikolay Gryazin          | Yaroslav Fedorov     | Škoda Fabia R5           | Sports Racing Technologies | 1:19:22.1 | 25+14  |
| 2                        | Kalle Rovanperä          | Jonne Halttunen      | Ford Fiesta R5           | Kalle Rovanperä            | +18.5     | 18+8   |
| 3                        | Łukasz Habaj             | Daniel Dymurski      | Ford Fiesta R5           | Rallytechnology            | +2:52.8   | 15+8   |
| 4                        | José Antonio Suárez      | Cándido Carrera      | Peugeot 208 T16          | Peugeot Rally Academy      | +3:00.9   | 12+7   |
| 5                        | Alberto de Thurn y Taxis | Bjorn Degandt        | Škoda Fabia R5           | Alberto de Thurn y Taxis   | +5:32.3   | 10+2   |
| 6                        | Reinis Nitišs            | Maris Neikšans       | Mitsubishi Lancer Evo IX | Neiksans Rally Sport       | +6:15.1   | 8+1    |
| 7                        | Linas Vaškys             | Laurynas Paškevičius | Mitsubishi Lancer Evo IX | Linas Vaškys               | +8:17.9   | 6      |
| 8                        | Tom Kristensson          | Henrik Appelskog     | Opel Adam R2             | Tom Kristensson            | +8:22.7   | 4      |
| 9                        | Tibor Érdi Jr            | György Papp          | Mitsubishi Lancer Evo X  | Tibor Érdi Jr              | +8:30.5   | 2      |
| 10                       | Chris Ingram             | Ross Whittock        | Opel Adam R2             | Opel Rallye Junior Team    | +8:55.3   | 1      |
| Fuente: ewrc-results.com |                          |                      |                          |                            |           |        |